# Martin Hairer
Martin Hairer (Genebra, 14 de novembro de 1975) é um matemático austríaco.
Em 2020 recebeu o Breakthrough Prize in Mathematics 2021.

## Prêmios e honrarias
- Prêmio Whitehead 2008[3]
- Prêmio Fundação Wolfson/Royal Society 2009
- Prêmio Fermat 2013[4]
- Prêmio Fröhlich 2014
- Medalha Fields 2014[5]

## Publicações selecionadas
- com J.-P.Eckmann: Uniqueness of the invariant measure for a stochastic PDE driven by degenerate noise. Comm. Math. Phys. 219 (2001), no. 3, 523–565.
- com Mattingly: Ergodicity of the 2D Navier-Stokes equations with degenerate stochastic forcing. Ann. of Math. (2) 164 (2006), no. 3, 993–1032.
- Solving the KPZ equation. Ann. of Math. (2) 178 (2013), no. 2, 559–664.
- A theory of regularity structures. Inv. Math. (2014) pdf